# Rafidiya
 (mars 2025).
Si vous disposez d'ouvrages ou d'articles de référence ou si vous connaissez des sites web de qualité traitant du thème abordé ici, merci de compléter l'article en donnant les références utiles à sa vérifiabilité et en les liant à la section « Notes et références ».
Rafidiya, en arabe : رفيديا, est un ancien village du gouvernorat de Naplouse en Palestine,  au nord de la Cisjordanie.
En 1961, le village comptait une population de 923 habitants. En 1966, le village est fusionné au sein de la municipalité de Naplouse dont il devient un des quartiers.